# دکلمه

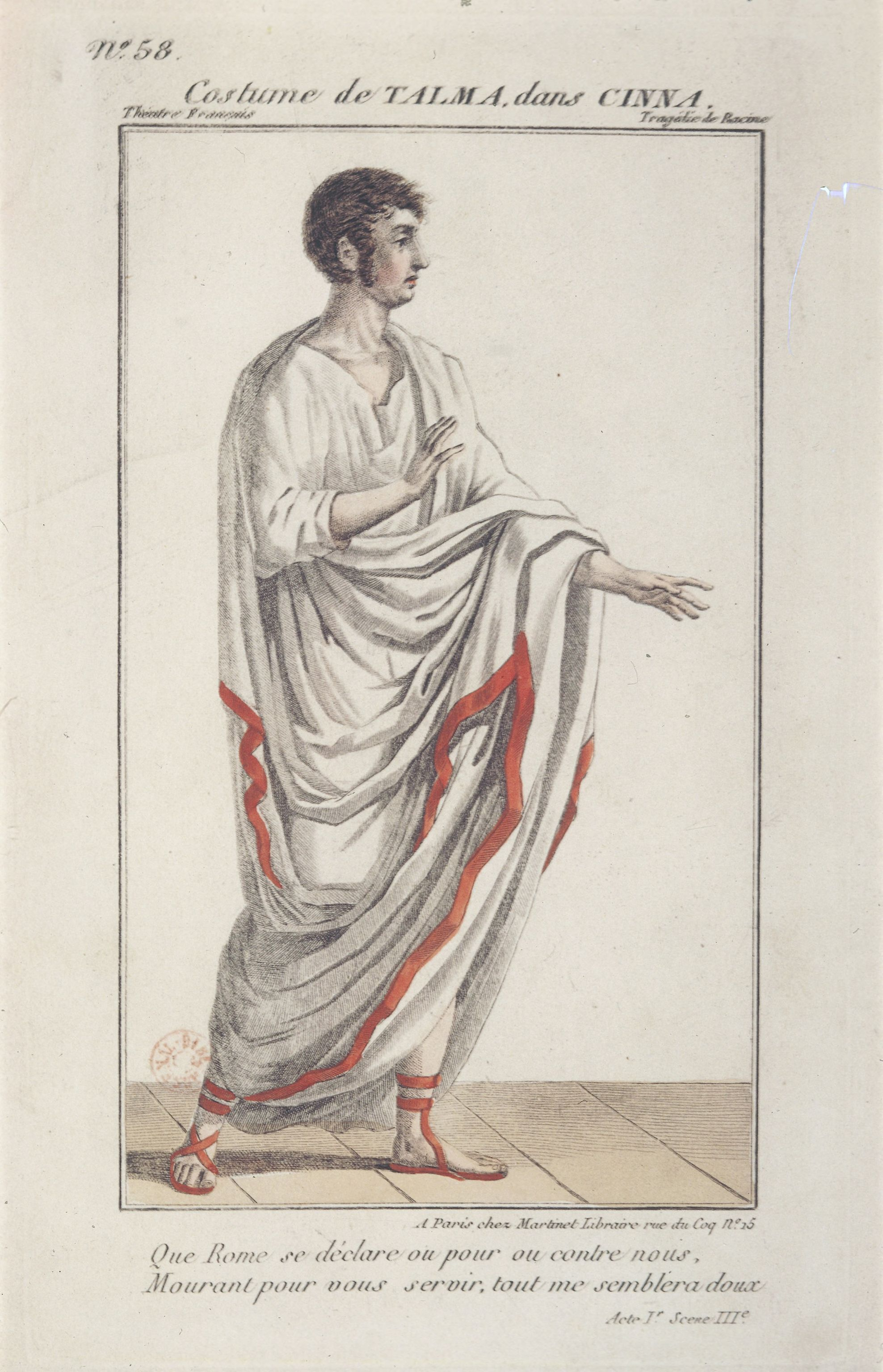
تالما ، مردی که به بهبود دکلماسیون در تئاتر کمک کرد.

دِکلَمِه یا روخوانی یا بِه‌خوانی به فن خواندن شعر یا متن به طوری که آهنگین و با شور و حرارت باشد و بتواند احساسی متناسب با موضوع نظم (شعر) یا نثر (متن) مذکور را به مخاطب القا کند، گفته می‌شود. کسی که دکلمه می‌کند را دکلماتور می‌گویند.

## واژه
دکلمه در اصل یک واژهٔ فرانسوی است که از واژه لاتین declamatio گرفته شده‌است. منظور از آن خواندن شعر یا نثر ادبی با صدای بلند و آهنگ مناسب و با حالت‌های خاص به منظور القا کردن محتوا و مضمون کلام به شنونده مطابق کلام است.